# Aylesbury
Aylesbury är en stad och civil parish i grevskapet Buckinghamshire i England. Staden är huvudort för kommunen Buckinghamshire och ligger vid floden Thame, 58 kilometer nordväst om London. Tätortsdelen (built-up area sub division) Aylesbury hade 71 977 invånare vid folkräkningen år 2011. Aylesbury är slutstation för en av Chiltern Railways två pendeltågslinjer från London Marylebone. Stadens vapen innehåller en Aylesburyanka, en ankras som har avlats i staden sedan industriella revolutionens början.

## Historia
Stadsnamnet är av fornengelskt ursprung. Aylesbury var en viktig köpstad under den anglosaxiska tiden. Staden nämndes i Domedagsboken (Domesday Book) år 1086, och kallades då Eilesberia/Eilesberie. Henrik VIII gjorde Aylesbury till huvudort i Buckinghamshire 1529. Under engelska inbördeskriget var staden ett fäste för parlamentssidan.
Herrgården Hartwell nära Aylesbury var Ludvig XVIII av Frankrikes residens under hans exil (1810–1814). Hans fru, Maria Josefina av Savojen, dog på Hartwell 1810. Chequers, den brittiske premiärministerns landsbygdsresidens sedan 1921, ligger också utanför Aylesbury.
Aylesburys folkmängd har fördubblats sedan 1960-talet, mycket på grund av efterfrågan på boenden i Londonregionens ytterområden.

## Kända personer
En lång rad kända personer har bott i orten. Bland annat följande:
- Michael Apted, filmregissör som föddes i Aylesbury 1941[3]
- Emmerson Boyce, fotbollsspelare, född i Aylesbury
- Martin Grech, singer-songwriter[4]
- John Hampden, politiker som under en tid bodde i Hartwell House.
- John Junkin, skådespelare som dog i Aylesbury[5]
- Andrea Leadsom, politiker, född i Aylesbury[6]
- John Otway, singer-songwriter[7]
- Matt Phillips, fotbollsspelare, född i Aylesbury[8]
- James Clark Ross, upptäckare, dog i Aylesbury[9]